# Coinces
Coinces é uma comuna francesa na região administrativa do Centro, no departamento Loiret. Estende-se por uma área de 21,11 km². Em 2010 a comuna tinha 533 habitantes (densidade: 25,2 hab./km²).